# Hongsheng
Hongsheng (kinesiska: 宏胜, 宏胜镇) är en köping i Kina. Den ligger i provinsen Heilongjiang, i den nordöstra delen av landet, omkring 490 kilometer öster om provinshuvudstaden Harbin. Antalet invånare är 12 173. Befolkningen består av 5 974 kvinnor och 6 199 män. Barn under 15 år utgör 18,0 %, vuxna 15-64 år 75 %, och äldre över 65 år 5,0 %.
Genomsnittlig årsnederbörd är 868 millimeter. Den regnigaste månaden är juli, med i genomsnitt 182 mm nederbörd, och den torraste är januari, med 10 mm nederbörd.